# Aurel Vlaicu (metropolitana di Bucarest)
Aurel Vlaicu è una stazione della linea M2 della metropolitana di Bucarest situata nel quartiere Aviației. È dedicata all'ingegnere e aviatore romeno Aurel Vlaicu.
La stazione è stata inaugurata il 24 ottobre 1987 come parte dell'estensione da Piața Unirii a Pipera.
Si trova all'estremità occidentale dell'ex piattaforma industriale di Pipera, oggi riconvertita in un importante polo direzionale.

## Galleria d'immagini

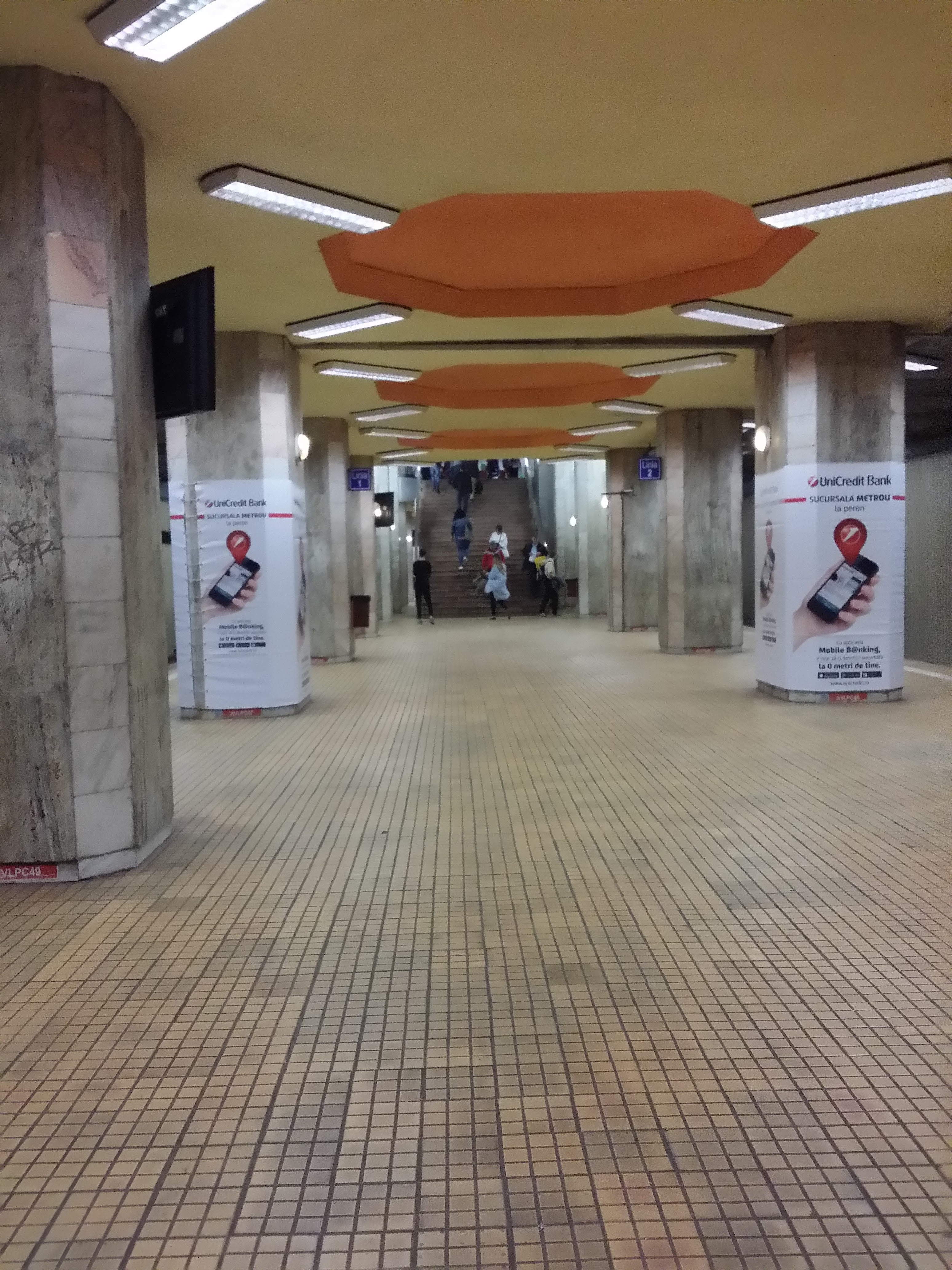
banchina mediana
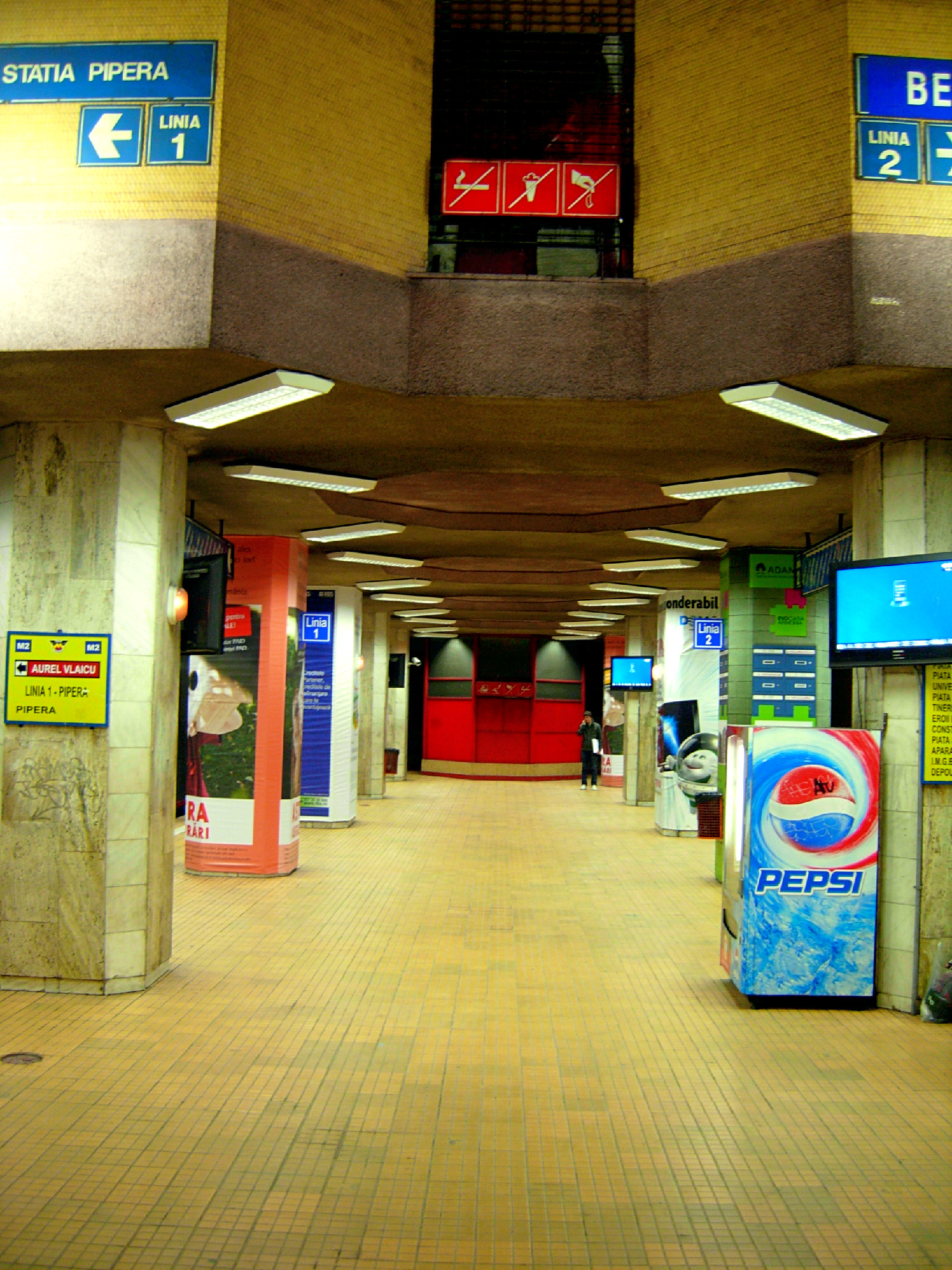
La stazione nel 2010
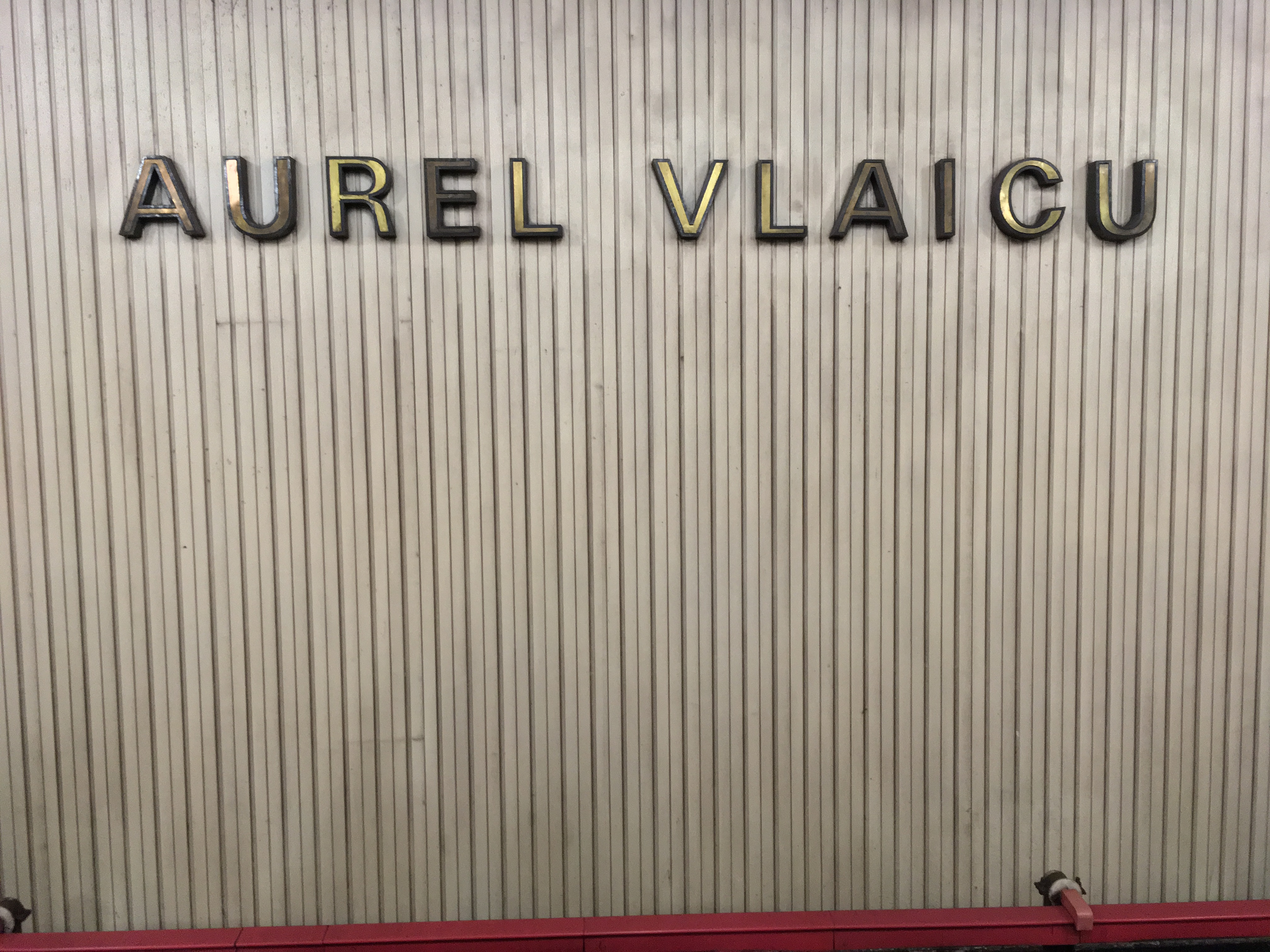
Dettaglio